# Самія Меджахді
Самія Меджахді (нар. 6 січня 1985) — колишня алжирська тенісистка.
Найвищу одиночну позицію світового рейтингу — 370 місце досягла 7 серпня 2006, парну — 505 місце — 29 серпня 2005 року.
Здобула 1 парний титул туру ITF.
Завершила кар'єру 2012 року.

## Фінали ITF (1–4)

### Одиночний розряд (0–1)
| Легенда          |
| ---------------- |
| Турніри $100,000 |
| Турніри $75,000  |
| Турніри $50,000  |
| Турніри $25,000  |
| Турніри $10,000  |

| Фінали за покриттям |
| ------------------- |
| Тверде (0–0)        |
| Ґрунт (0–1)         |
| Трава (0–0)         |
| Килим (0–0)         |

| Результат | Дата          | Турнір         | Покриття | Суперниця    | Рахунок       |
| --------- | ------------- | -------------- | -------- | ------------ | ------------- |
| Поразка   | 7 травня 2006 | Рабат, Марокко | Ґрунт    | Ралука Олару | 2–6, 6–2, 5–7 |

### Парний розряд (1–3)
| Результат | Дата           | Турнір               | Покриття | Партнерка       | Суперниці                           | Рахунок       |
| --------- | -------------- | -------------------- | -------- | --------------- | ----------------------------------- | ------------- |
| Поразка   | 15 серпня 2005 | Коксейде, Бельгія    | Ґрунт    | Джессі де Вріс  | Івета Герлова Кармен Клашка         | 1–6, 0–6      |
| Поразка   | 8 січня 2007   | Алжир (місто), Алжир | Ґрунт    | Ассія Хало      | Таліта Де Ґрот Мішелль Герардс      | 6–1, 3–6, 2–6 |
| Поразка   | 7 травня 2007  | Рабат, Марокко       | Ґрунт    | Сільвія Дісдері | Міхаела Бузернеску Мелані Клаффнер  | 1–6, 4–6      |
| Перемога  | 16 червня 2007 | Аннаба, Алжир        | Ґрунт    | Ассія Хало      | Серехо Разафіндрамасо Анна Савицька | 7–5, 7–5      |

## Фінали ITF серед юніорів
| Великий Шлем |
| Категорія GA |
| Категорія G1 |
| Категорія G2 |
| Категорія G3 |
| Категорія G4 |
| Категорія G5 |

### Фінали в одиночному розряді (1–0)
| Результат | Ранг | Дата            | Турнір      | Покриття | Суперниця          | Рахунок     |
| --------- | ---- | --------------- | ----------- | -------- | ------------------ | ----------- |
| Перемога  | 1.   | 14 березня 2003 | Оран, Алжир | Ґрунт    | Клер де Губернатіс | 6–4, 7–6(5) |

## Гра за національну збірну

### Кубок Федерації
У Кубку Федерації за збірну Алжиру Меджахді дебютувала 2003 року, коли її збірна грала в другій групі зони Європа/Африка. Тоді спортсменці було 18 років і 114 днів.

#### Кубок Федерації (8–7)
| Участь у матчах груп            |
| ------------------------------- |
| Світова група (0–0)             |
| Плей-оф Світової групи (0–0)    |
| Світова група II (0–0)          |
| Плей-оф світової групи II (0–0) |
| Зона Європа/Африка (8–7)        |

| Матчів за покриттям |
| ------------------- |
| Тверде (3–2)        |
| Ґрунт (5–5)         |
| Трава (0–0)         |
| Килим (0–0)         |

| Матчів за розрядом     |
| ---------------------- |
| Одиночний розряд (7–4) |
| Парний розряд (1–3)    |

| Закритий/відкритий корт |
| ----------------------- |
| Закритий корт (0–0)     |
| Відкритий корт (8–7)    |

##### Одиночний розряд (7–4)
| Розіграш                                           | Стадія                        | Дата           | Місце                  | Супротивник          | Покриття | Суперниця                | W/L | Рахунок       |
| -------------------------------------------------- | ----------------------------- | -------------- | ---------------------- | -------------------- | -------- | ------------------------ | --- | ------------- |
| Кубок Федерації 2003 Зона Європа/Африка, група II  | Пул B                         | 30 квітня 2003 | Ешторіл, Португалія    | Латвія               | Ґрунт    | Ілона Гіберте            | W   | 6–2, 6–1      |
| Кубок Федерації 2003 Зона Європа/Африка, група II  | Пул B                         | 1 травня 2003  | Ешторіл, Португалія    | Греція               | Ґрунт    | Ніколета Кіпрітіду       | L   | 5–7, 3–6      |
| Кубок Федерації 2004 зона Європа/Африка, група III | Пул A                         | 27 квітня 2004 | Марса (Мальта), Мальта | Боснія і Герцеговина | Тверде   | Саня Рачич               | W   | 6–3, 6–0      |
| Кубок Федерації 2004 зона Європа/Африка, група III | Пул A                         | 28 квітня 2004 | Марса (Мальта), Мальта | Намібія              | Тверде   | Алет Бонзаєр             | W   | 6–2, 7–6(8–6) |
| Кубок Федерації 2004 зона Європа/Африка, група III | Пул A                         | 29 квітня 2004 | Марса (Мальта), Мальта | Норвегія             | Тверде   | Іна Сарц                 | W   | 6–0, 7–5      |
| Кубок Федерації 2004 зона Європа/Африка, група III | Плей-оф за підвищення в класі | 30 квітня 2004 | Марса (Мальта), Мальта | Туніс                | Тверде   | Селіма Сфар              | L   | 5–7, 2–6      |
| Кубок Федерації 2005 зона Європа/Африка, група III | Пул B                         | 28 квітня 2005 | Манавгат, Туреччина    | Ботсвана             | Ґрунт    | Лаоне Ботшома            | W   | 6–1, 6–3      |
| Кубок Федерації 2005 зона Європа/Африка, група III | Пул B                         | 29 квітня 2005 | Манавгат, Туреччина    | Ісландія             | Ґрунт    | Сіґюрлейґ Сіґюрдардоттір | W   | 6–2, 6–1      |
| Кубок Федерації 2005 зона Європа/Африка, група III | Плей-оф за підвищення в класі | 30 квітня 2005 | Манавгат, Туреччина    | Туреччина            | Ґрунт    | Іпек Шенолу              | W   | 5–7, 6–2, 6–1 |
| Кубок Федерації 2011 зона Європа/Африка, група III | Пул A                         | 4 травня 2011  | Каїр, Єгипет           | Південна Африка      | Ґрунт    | Наталі Грандін           | L   | 1–6, 2–6      |
| Кубок Федерації 2011 зона Європа/Африка, група III | Пул A                         | 6 травня 2011  | Каїр, Єгипет           | Литва                | Ґрунт    | Йоана Ейдуконіте         | L   | 1–6, 3–6      |

##### Парний розряд (1–3)
| Розіграш                                           | Стадія                        | Дата           | Місце                  | Супротивник | Покриття | Партнерка      | Суперниці                                    | W/L | Рахунок            |
| -------------------------------------------------- | ----------------------------- | -------------- | ---------------------- | ----------- | -------- | -------------- | -------------------------------------------- | --- | ------------------ |
| Кубок Федерації 2003 зона Європа/Африка, група II  | Пул B                         | 30 квітня 2003 | Ешторіл, Португалія    | Латвія      | Ґрунт    | Ассія Хало     | Ірина Кузьміна-Рімша Лариса Савченко-Нейланд | L   | 6–7(4–7), 3–6      |
| Кубок Федерації 2004 зона Європа/Африка, група III | Пул A                         | 29 квітня 2004 | Марса (Мальта), Мальта | Норвегія    | Тверде   | Сана Бен Салах | Кароліне Борґерсен Іна Сарц                  | L   | 6–4, 4–6, 1–6      |
| Кубок Федерації 2005 зона Європа/Африка, група III | Плей-оф за підвищення в класі | 30 квітня 2005 | Манавгат, Туреччина    | Туреччина   | Ґрунт    | Ассія Хало     | Пемра Озген Іпек Шенолу                      | W   | 6–7(7–9), 7–5, 9–7 |
| Кубок Федерації 2011 зона Європа/Африка, група III | Пул A                         | 5 травня 2011  | Каїр, Єгипет           | Чорногорія  | Ґрунт    | Ассія Хало     | Данка Ковініч Даниця Крстаїч                 | L   | 1–6, 2–6           |